# Tsagan-Nur
Tsagan-Nur (en rus: Цаган-Нур) és un poble (un possiólok) de Calmúquia, a Rússia, segons el cens del 2010 tenia 826 habitants. Pertany al districte municipal d'Oktiabrski.